# IAAF Race Walking Challenge Taicang 2013
IAAF Race Walking Challenge Taicang – zawody lekkoatletyczne w chodzie sportowym, które odbyły się 1 marca w Taicang w Chinach. Impreza była trzecią w cyklu IAAF Race Walking Challenge w sezonie 2013. 
Zawody były częścią mistrzostw Chin w chodzie na 20 kilometrów, w których triumfowali zwycięzcy mityngu.

## Rezultaty

### Mężczyźni
| Konkurencja:  | 1. miejsce | Rezultat | 2. miejsce | Rezultat | 3. miejsce    | Rezultat |
| Chód na 20 km | Li Jianbo  | 1:18:52  | Cai Zelin  | 1:18:55  | Jared Tallent | 1:20:41  |

### Kobiety
| Konkurencja:  | 1. miejsce   | Rezultat | 2. miejsce | Rezultat | 3. miejsce      | Rezultat |
| Chód na 20 km | Sun Huanhuan | 1:27:36  | Lü Xiuzhi  | 1:27:58  | Qieyang Shenjie | 1:28:27  |